# اقتصاد اطلاعاتی

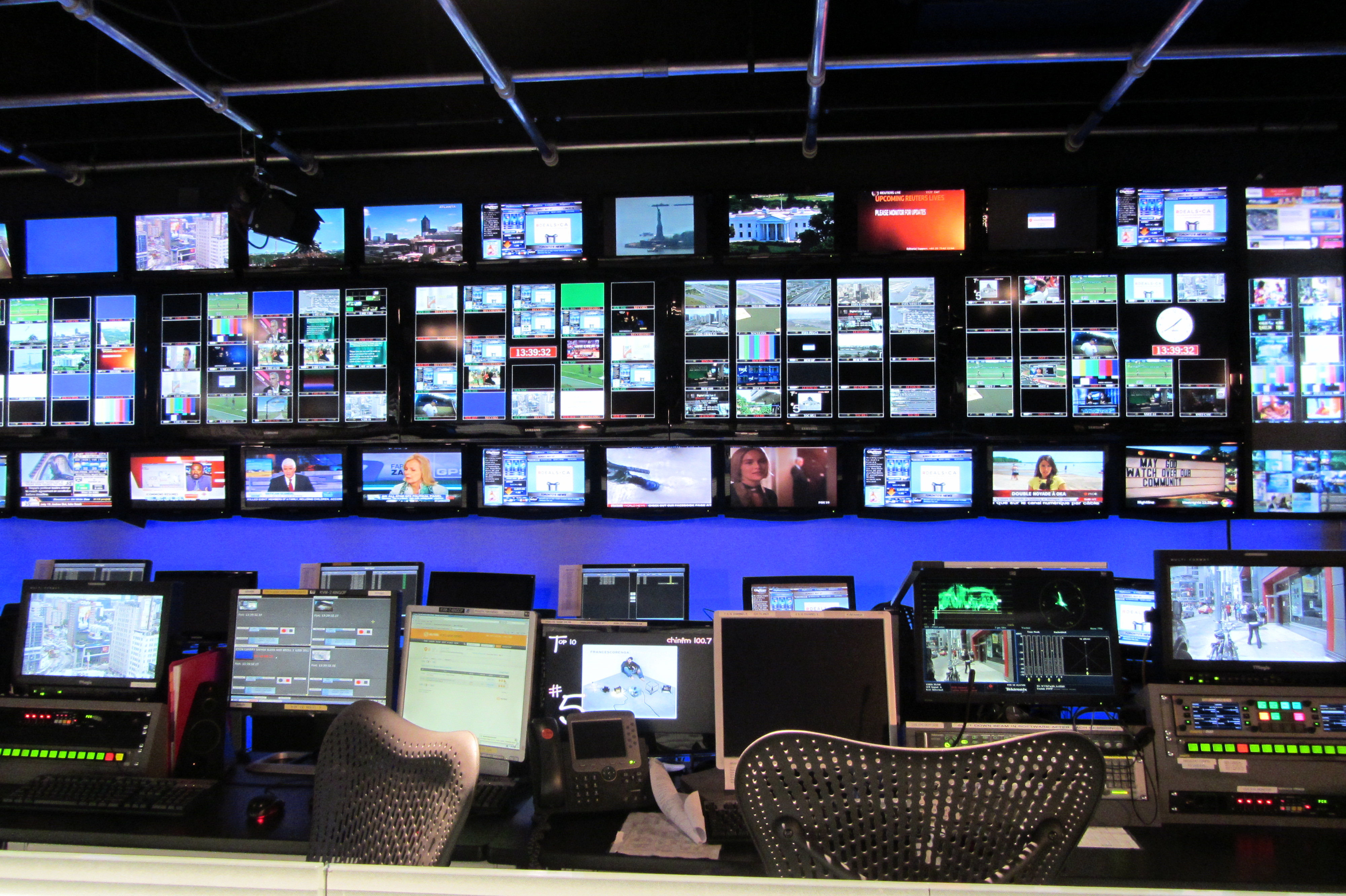
صنعت رسانه نمونه ای از اقتصاد اطلاعات است.

اقتصاد اطلاعاتی، اقتصادی با افزایش تأکید بیشتر بر فعالیت‌های اطلاع‌رسانی و صنعت اطلاعات است. اقتصاد اطلاعاتی،  نظامی اقتصادی ست که کالای اصلی که در آن مبادله می‌شود، دارایی فکری است.
مانوئل کاستلز (به اسپانیایی: Manuel Castells) اظهار داشت که اقتصاد اطلاعاتی با اقتصاد تولیدی منحصر به فرد نیست. وی دریافت که برخی از کشورها مانند آلمان و ژاپن، اطلاعات مربوط به فرآیندهای تولید را نشان می‌دهند. با این وجود، در مفهوم‌سازی معمولی، اقتصاد اطلاعات «مرحله» یا «مرحله» یک اقتصاد تلقی می‌شود که پس از مراحل شکار، کشاورزی و تولید انجام می‌شود. این مفهوم‌سازی را می‌توان به‌طور گسترده‌ای در مورد جامعۀ اطلاعات مشاهده کرد، یک مفهوم نزدیک اما گسترده‌تر.
خصوصیات بی‌شماری از تحولات برخی اقتصادها وجود دارد. اقتصاد خدمات، اقتصاد پیشرفته، سرمایه‌داری دیرهنگام، پسافوردیسم و اقتصاد جهانی از جمله اصطلاحات متداولی هستند که میان آن‌ها همپوشانی‌ها و تضادهایی نیز وجود دارد.  شرایط نزدیکتر به اقتصاد اطلاعات شامل اقتصاد دانش و اقتصاد پساصنعتی است.